# Atheta fulviceps
Atheta fulviceps är en skalbaggsart som beskrevs av Notman 1920. Atheta fulviceps ingår i släktet Atheta och familjen kortvingar. Inga underarter finns listade i Catalogue of Life.